# Kabinett Ramkalawan

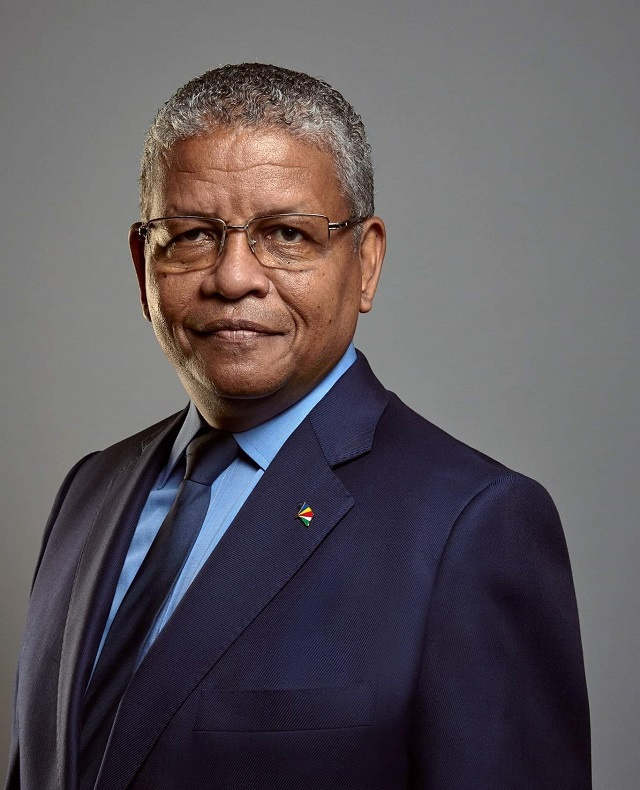
Wavel Ramkalawan ist seit 2020 Präsident der Seychellen.

Das Kabinett Ramkalawan ist die derzeitige Regierung der Seychellen seit dem 26. Oktober 2020 und wurde von Präsident Wavel Ramkalawan von der Demokratischen Union LDS (Linyon Demokratik Seselwa) gebildet.

## Geschichte
Bei den Präsidentschaftswahlen vom 22. bis 24. Oktober 2020 gewann Wavel Ramkalawan von der Linyon Demokratik Seselwa 54,9 Prozent der Stimmen, während Amtsinhaber Danny Faure von der Volkspartei (Parti Lepep) 43,5 Prozent erhielt. Die Wahlbeteiligung lag bei 88,5 Prozent. Bei den gleichzeitigen Parlamentswahlen zur Nationalversammlung erhielt Linyon Demokratik Seselwa 54,8 Prozent der Stimmen (25 von 35 Sitzen) und die Parti Lepep 42,3 Prozent (10 Mandate). Die Wahlbeteiligung lag bei 88,4 Prozent. Ramkalawan wurde am 26. Oktober 2020 als Präsident vereidigt. Am 28. und 30. Oktober 2020 bestätigte die Nationalversammlung ein Kabinett, dem Sylvestre Radegonde als Außenminister, Errol Fonseka als Innenminister und Naadir Hassan als Finanzminister angehören. Am 3. November 2020 wurde das Kabinett vereidigt, wobei Außenminister Radegonde erst am 16. November 2020 vereidigt wurde.

## Kabinettsmitglieder
Dem Kabinett gehören folgende Personen an:
| Amt | Amtsinhaber           |
| --- | --------------------- |
| Präsident der Seychellen Verteidigungsminister Minister für Rechtsangelegenheiten Minister für öffentliche Verwaltung | Wavel Ramkalawan      |
| Vizepräsident der Seychellen Minister für Informations- und Kommunikationstechnologie Informationsminister            | Ahmed Afif            |
| Designierter Minister für Fischerei und die blaue Wirtschaft                                                          | Jean-François Ferrari |
| Minister für Finanzen, nationale Planung und Handel                                                                   | Naadir Hassan         |
| Minister für Auswärtige Angelegenheiten und Tourismus                                                                 | Sylvestre Radegonde   |
| Innenminister | Errol Fonseka         |
| Verkehrsminister | Antony Derjacques     |
| Gesundheitsministerin                                                                                                 | Peggy Vidot           |
| Minister für Ländereien und Wohnungsbau                                                                               | Billy Rangasamy       |
| Ministerin für Jugend, Sport und Familie                                                                              | Marie-Céline Zialor   |
| Ministerin für Investitionen, Unternehmertum und Industrie                                                            | Devika Vidot          |
| Ministerin für Kommunalverwaltung und Gemeindeangelegenheiten                                                         | Rose Marie Hoareau    |
| Minister für Landwirtschaft, Klimawandel und Umwelt                                                                   | Flavien Joubert       |
| Bildungsminister | Dr. Justin Valentin   |
| Ministerin für Beschäftigung und Soziale Angelegenheiten                                                              | Patricia Francourt    |